# Medicamento tópico

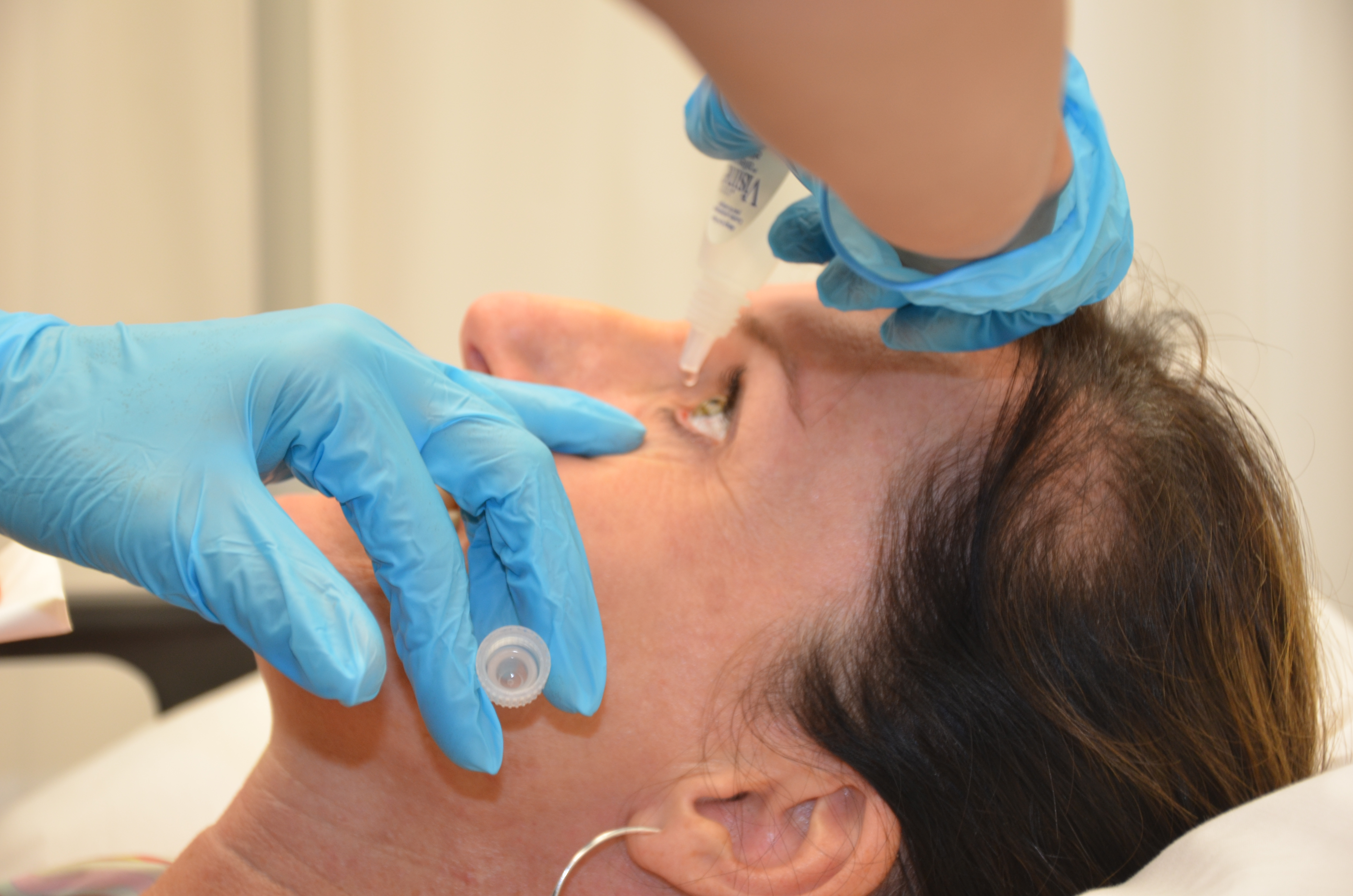
Aplicação nos olhos de medicamento sob a forma de gotas

Um medicamento tópico é qualquer medicamento que se destine a ser aplicado diretamente num determinado local do corpo. Geralmente são aplicados na pele ou nas mucosas e estão disponíveis em diversas formas, incluindo pomadas, espumas, géis, loções ou unguentos.